# バルチック艦隊
バルチック艦隊（バルチックかんたい、英: Baltic Fleet 英語発音: [bɔ́ːltik flíːt]（ボールティック・フリート）、露: Балтийский флот, БФ、ラテン文字転写：Baltiyskiy flot）は、ロシアないし旧ソビエト連邦海軍のバルト海に展開する艦隊を指す。バルト海艦隊、バルト艦隊とも呼ばれる。
「バルチック艦隊」という呼び名は特に日本において広く定着しており、日露戦争の際にロシア帝国が編成した「第二・第三太平洋艦隊」のことを指して「バルチック艦隊」と呼ぶ場合も多い。すなわち旅順港に封じ込められた極東の太平洋艦隊を増援するために上記のバルト海艦隊から戦力を引き抜いて、太平洋艦隊の一艦隊として新たに編成した艦隊を指す（後述）。第二・第三太平洋艦隊が日本の連合艦隊との日本海海戦で惨敗したことで、バルチック艦隊は多くの主力艦を失う損害を受け、復興に時間を要することとなった。

## 歴史

### 帝政ロシア時代
バルト海艦隊はスウェーデンとの大北方戦争のさなかの1703年、ピョートル大帝によってフィンランド湾奥のクロンシュタットで編成された。最初の司令官となったのはノルウェー生まれのオランダ人コルネリウス・クルイスであり、その指揮下でバルト海海域で大北方戦争を戦った。1714年のハンゲの海戦ではスウェーデン海軍相手に艦隊創設以来初となる勝利をおさめ、大北方戦争でのロシアの戦勝に貢献した。
以後、バルト海艦隊はスウェーデンやプロイセンとの戦争において活躍する。七年戦争ではプロイセン軍とポンメルンや東プロイセンの沖で戦い、第一次ロシア・スウェーデン戦争ではスウェーデン軍と戦ったが、スヴェンスクスンドの海戦で大敗を喫した。その他には露土戦争のために何度も地中海へ出撃したほか、クリミア戦争の際には連合軍のフィンランド湾侵入を防ぐために戦った。この際にバルト海艦隊は機雷を活用して防戦に成功した。これを開発したボリス・ヤコビ（モーリッツ・フォン・ヤコビ）をはじめ、バルト海艦隊には、無線通信を研究したアレクサンドル・ポポフ、水雷艇運用の先駆者であるステパン・マカロフ、航空機を研究したアレクサンドル・モジャイスキーなど、海戦のあり方を変えた数多くの科学者・発明家が在籍した。
黒海沿岸まで領土を広げたロシアは黒海艦隊を創設した。クリミア戦争の結果一度保有を禁じられた後に再保有が認められたが、ロシア艦艇が黒海を出入りすることが認められなくなりバルト海艦隊とは艦艇の入れ替えができなくなった。

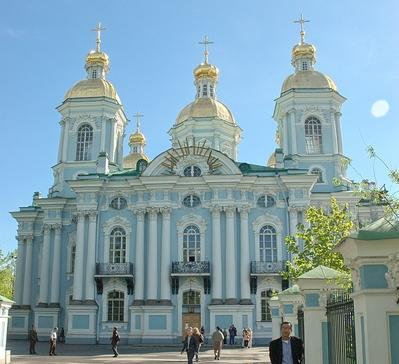
サンクトペテルブルクにある、聖ニコライの海の聖堂。ロシア海軍の聖堂であり、ソ連時代にも閉鎖されることがなかった。外側には海戦で没したロシア軍将兵を記念する銘板が多数ある

クリミア戦争の時点では蒸気船を持たなかったバルト海艦隊は、1860年代に入ると、南北戦争で海軍を強化したアメリカ合衆国から技術を導入してモニター艦を配備した。また造船廠の建設、近代的な軍艦の建造、バルト海沿岸の砲台建設などを推進した。また極東のカムチャツカ半島や沿海州には独自の小艦隊（シベリア小艦隊）があったが、バルト海艦隊からも艦船を抽出して極東に回航させて分艦隊を置き、後の太平洋艦隊の母体となった。
アレクサンドル3世の時期、セルゲイ・ウィッテらは北極海に面したムルマンスクが不凍港であるため、内海のバルト海でなく大西洋に面したムルマンスクの方に大洋艦隊の基地を建設する構想を提案した。しかし、1894年にアレクサンドル3世が没し、ニコライ2世が皇帝に即位すると、ムルマンスク開発案は却下された。代わりにバルト海艦隊の新たな母港・要塞をフィンランド湾外のリバウ（現・ラトビアのリエパーヤ）に建設することになった。リバウの要塞建設は結局日露戦争がはじまる時点になっても完成しなかった。
一方、満洲へ進出したロシアは旅順を租借して母港・要塞を建設し、太平洋艦隊として分艦隊をさらに増強していった。同じく満洲を狙う日本が海軍拡張を行うと（六六艦隊計画）、それに対抗するためバルト海艦隊の主力艦はほとんど太平洋艦隊に配備され、バルト海に残っているのは新造艦と老朽艦ばかりという状況となった。

### 日露戦争
1904年、ロシア帝国と日本との軋轢が高まり、2月8日、旅順港に停泊中のロシア軍艦に日本の水雷艇が奇襲攻撃（宣戦布告は10日、但し最後通牒は6日に手交されていた）し、日露戦争が始まった。太平洋艦隊と日本海軍はほぼ同等の戦力で、ロシア海軍はバルト海所在の艦艇をも加えることで戦力的に上回ることを図り、第二太平洋艦隊を編成して極東方面に増派することを5月に発表した。司令長官には侍従武官であったジノヴィー・ロジェストヴェンスキー少将（航海中に中将に昇進）が任命され、主力たるボロジノ級戦艦の完成を待ち10月に出発した。
翌年旅順要塞の陥落により旅順艦隊が壊滅すると、バルト海艦隊の残りの艦からさらに第三太平洋艦隊を編成し、2月に極東へ送り出した。この結果、ロシア海軍は黒海の外に出撃できない黒海艦隊を除いて戦力のほとんどが日露戦争に動員されることになった。日本ではこれら第二・第三太平洋艦隊を指して「バルチック艦隊」と呼ぶ場合も多い。
第二太平洋艦隊は北海ではイギリスの漁船団を日本艦隊の待ち伏せと誤認して攻撃するというドッガーバンク事件を起こし、イギリスと戦争寸前の状態となった。スエズ運河は日本の同盟国であるイギリス（日英同盟）が支配していたこと、大型艦の一部はスエズ運河の通航ができないこと、イギリス側の国への寄航ができないこと、喜望峰ルートの長距離移動では石炭を多く積む必要があること、などの理由から、第二太平洋艦隊の大部分はアフリカ大陸南端の喜望峰を回り、一部の部隊のみスエズ運河経由に分かれ、両部隊はマダガスカル島のノシベ泊地で合流した。航路上の中立国の港での補給や修理は困難であり、半年間の航海は困難を極め、航海中に多数の乗組員が死亡した。しかし、平均5 - 7ノットという低速ながらも、本来遠洋航海向けでない駆逐艦など小艦艇を引き連れての航海は「奇跡の航海」として、その後も高く評価されている。
第二・第三太平洋艦隊は翌1905年5月9日、ロシアの同盟国フランスの植民地であるフランス領インドシナ（現ベトナム）のカムラン湾で合流しウラジオストクを目指したが、5月27日、対馬沖で東郷平八郎率いる日本の連合艦隊と遭遇、海戦を繰り広げた（→日本海海戦）。

2日間にわたる海戦の結果、第二・第三太平洋艦隊のうち、ウラジオストクになんとか逃げ込めた駆逐艦以上の艦艇はたった3隻のみ。これに対し日本側の損害は駆逐艦1大破、水雷艇数隻沈没で、主力艦は中破すらほとんど無いという、ほぼ無傷といっていい軽損であった。日本海海戦は、おそらく世界海戦史上最も完全に近い勝敗であり、各国の軍事研究で広く注目を集める海戦でもある。
にわか作りの艦隊であったとはいえ最新鋭戦艦4隻を擁した巨大艦隊が日本海海戦で忽然と消滅した事実は、日本の同盟国イギリスや仲介国アメリカすら驚愕させた。また、この大敗が反ロシア帝政の植民地や革命団を大いに活気づけ、やがてロマノフ朝倒壊にもつながった。

### 日露戦争後
日本海海戦でバルト海艦隊の主力を喪失したロシア海軍は、1908年から建艦10カ年計画を推進した。こうしてロシア海軍最初の弩級戦艦・ガングート級戦艦が建設されたが、完成は第一次世界大戦中の1914年となり、第一次世界大戦のバルト海の戦いでもほとんど行動することがなかった。
この間、バルト海艦隊は何度か改名を繰り返されている。1908年までバルト艦隊（Балтійскій флотъ）、同年からバルト海海軍（Морскія силы Балтійскаго моря）、1909年にバルト海作戦海軍（Действующій флотъ Балтійскаго моря）、1911年に再度、バルト海海軍（Морскія силы Балтійскаго моря）、1914年にバルト海艦隊（Флотъ Балтійскаго моря）となった。「флот 」と「 Морские силы 」の訳し分けが困難なため、ここでの日本語訳は便宜上のものである。

### ソビエト連邦時代
バルト海艦隊の水兵たちはロシア革命において革命側を熱烈に支持し、十月革命でのソビエトの権力奪取を支援した。また、続くロシア内戦や、列強による干渉戦争でもバルト海艦隊は戦った。しかし独裁化するボリシェヴィキと、バルト海艦隊の水兵たちの意見の相違が大きくなり、1921年にはクロンシュタットの反乱が発生した。この蜂起は赤軍に鎮圧され、多くの水兵がフィンランドへ逃れている。 臨時政府軍、ロシア共和国海軍、ロシア社会主義連邦ソビエト共和国海軍、労農赤色海軍にかけての時代については、1918年にバルト海海軍（Морские силы Балтийского моря）、1919年に赤色バルト艦隊（Красный Балтийский флот）、1920年にバルト海海軍（Морские силы Балтийского моря）に改称している。 1935年1月11日には赤旗勲章受章バルト艦隊（Red-Banner Baltic Fleet）となった。
ソビエト連邦の成立後も、ソ連の置かれた地政学的地位やバルト海艦隊の役割は帝政時代とほぼ変りがなかったが、革命によりバルト三国が独立したことで、母港はいったんレニングラード（現サンクトペテルブルク）近郊のクロンシュタットに移った。
第二次世界大戦中、バルト海艦隊は冬戦争や独ソ戦でフィンランド軍やドイツ国防軍と戦った。独ソ戦緒戦ではタリンからの赤軍兵の撤退を助け、末期には海からソ連軍の攻勢を支援し、東プロイセンからのドイツ避難船「ヴィルヘルム ･ グストロフ」を潜水艦で撃沈した。
リガはソ連、ドイツ、ソ連と支配者を変え、戦後はバルト海艦隊の重要な拠点となった。また、大戦の結果、旧ドイツ領東プロイセンのケーニヒスベルク（ロシア名カリーニングラード）がソ連領となったため、バルト海艦隊の母港はここに移った。
1946年から1955年の間、バルト海艦隊は解体され、第4艦隊（南バルト海艦隊）と第8艦隊（北バルト海艦隊）に分割されていた。
冷戦期、西ヨーロッパに対するバルト海艦隊のプレゼンスの重要性は増したが、一方で大戦後のソビエト海軍の主力は次第に核ミサイルを搭載した原子力潜水艦に移行し、これらの主力は北極海（北方艦隊）および極東（太平洋艦隊）に配備されたため、バルト海艦隊の純粋な軍事的重要性は相対的に低下した。

### ロシア連邦時代
バルト三国が独立したため、ロシア本土の基地と飛び地となったロシア連邦領カリーニングラードに集約。西部軍管区に一時属していたが、2023年以降各艦隊は海軍総司令官の指揮下とされた。

## 編制

### 艦艇部隊
- 旗艦：ソヴレメンヌイ級駆逐艦 ナストーイチヴイ
- 第12水上艦艇師団：バルチースク
  - 第128水上艦艇旅団：バルチースク
    - 駆逐艦ナストーイチヴイ
    - 警備艦ネウストラシムイ、ヤロスラフ・ムードルイ、ステレグシュチイ、ソーブラジテルヌイ、ボイキー、ストイキー

  - 第71揚陸艦旅団：バルチースク
    - 大型揚陸艦BDK-43ミンスク、BDK-58カリーニングラード、BDK-61コロレフ、BDK-100アレクサンドル・シャバーリン

  - 第7揚陸艦大隊：バルチースク
    - 小型揚陸艦MDK-50エウゲニー・コチェシコフ、MDK-94モルドヴィヤ
- バルチースク海軍基地
  - 第36ミサイル艇旅団
    - 第1親衛ミサイル艇大隊
      - ミサイル艇R-2、R-47、R-129、R-187、R-257、R-291ドミトロフグラード、R-293モルシャンスク

    - 第106小型ミサイル艦大隊
      - 小型ミサイル艦ゲイゼル、ズィビ、リヴェニ、パッサート

  - 第64水域警備艦旅団：バルチースク
    - 第264対潜艦大隊
      - 小型対潜艦MPK-105、MPK-224アレクシン、MPK-227、MPK-228バスコルトスタン、MPK-229カルムイキヤ

    - 第332掃海艇大隊
      - 基地掃海艇アレクセイ・レベジェフ、BT-212、BT-213セルゲイ・コルバシェフ、BT-230

  - 第143建造・修理艦艇旅団：カリーニングラード
  - 第54救助船旅団：バルチースク
  - 第72偵察艦大隊：バルチースク
  - 保障船舶大隊：バルチースク
  - 支援船舶大隊：バルチースク
- レニングラード海軍基地：クロンシュタット
  - 第105水域警備艦旅団：クロンシュタット
    - 第109小型対潜艦大隊
      - 小型対潜艦MPK-99ゼレノドリスク、MPK-192、MPK-205カザーニェツ

    - 第22掃海艇大隊
      - 基地掃海艇BT-44、BT-115

  - 第123独立潜水艦大隊：クロンシュタット
    - ディーゼル潜水艦B-227、B-806

  - 第13建造・修理艦艇旅団：クロンシュタット
  - 第32独立保障船舶大隊：プリオゼルスク

レニングラード海軍基地には、バルチースキー・ザヴォード、アドミラルチェイスカヤ・ヴェルフィ、セーヴェルナヤ・ヴェルフィ、「アルマーズ」工場等のロシア有数の造船所が集中している。

### 海軍航空隊
- 第689親衛戦闘機航空連隊：チカロフスク。Su-27装備
- 第4独立親衛海軍攻撃機航空連隊：チェミャホフスク。Su-24装備
- 第125独立ヘリ飛行隊：チカロフスク。Mi-24、Mi-8装備
- 第396独立艦載対潜ヘリ飛行隊：ドンスコエ。Ka-27、Ka-29装備
- 第398独立輸送航空飛行隊：フラブロヴォ。An-24、An-26、Mi-8装備

### 海軍歩兵・沿岸防衛部隊
- 第336独立親衛海軍歩兵旅団：バルチースク
- 第25独立沿岸ミサイル連隊：ドンスコエ
- 第214電波電子戦連隊：ヤンタミー
- 第218独立電波電子戦連隊：ヤンタミー
- 第302電波電子戦連隊：グヴァルジェイスク
- 第205独立対水中破壊工作大隊：バルチースク
- 第4海上偵察所（軍部隊10617）：パルスノエ。海軍スペツナズ

## 歴代司令官
| 職名   | 氏名                     | 階級 | 在任期間       | 出身校             | 前職                   |
| ------ | ------------------------ | ---- | -------------- | ------------------ | ---------------------- |
| 司令官 | ウラジーミル・エゴロフ   | 大将 | 1991.12-2000   |                    |                        |
| 司令官 | ウラジーミル・ヴァルエフ | 大将 | 2001.4-2006.5  |                    | バルト艦隊第一副司令官 |
| 司令官 | コンスタンチン・シデンコ | 中将 | 2006.5-2007.12 | 太平洋高等海軍学校 | 太平洋艦隊参謀長       |